# Escut de Nauru
L'escut de Nauru es va adoptar arran de la independència d'aquest estat insular oceànic, el 1968.
És un escut truncat i semipartit: al primer, el símbol alquímic del fòsfor –el principal recurs econòmic de l'illa– d'argent, damunt un camper d'or en forma de teixit; al segon, d'argent, un peu de quatre ones d'atzur i ressaltant sobre el tot una fregata al natural damunt una perxa de gules; al tercer, d'atzur, una branca de llorer d'Alexandria fullada de sinople i florida d'argent.
És timbrat per una estrella de dotze puntes d'argent, que apareix també a la bandera estatal, damunt la qual hi ha una cinta d'argent con el nom de l'illa en nauruà escrit en lletres majúscules de sable: NAOERO.
L'escut és voltat per dues fulles de palma de sinople a banda i banda i guarnit amb ornaments típics dels caps tribals, formats amb cordes de fulles de palmera, plomes de fregata i dents de tauró.
Sota l'escut, també en una cinta d'argent i amb lletres de sable, el lema nacional en anglès: GOD'S WILL FIRST ('El primer és la voluntat de Déu').